# فناوری نانو و فلزات
فناوری نانو و فلزات در صنعت ساختمان کاربرد گسترده‌ای دارد.

## فولاد ضد خوردگی محصول نانو
از انقلاب صنعتی به بعد فولاد دررقابتی تنگاتنگ با بتن نقش مهمی در صنعت ساختمان‌سازی داشته‌است. نانو فناوری سبب اصلاح نانو ساختارهای مسلح‌کننده فولاد و بهبود و ارتقای کیفیت آن شده‌است. فولاد MMFX که توسط پروفسور برکلی کشف شد قابلیت ضد زنگ دارد و در مقابل فولاد معمولی درصدی کربن دارد. این نوع فولاد ساختار ورقه‌ای مثل تخته چندلایی دارد. این فولاد دارای ویژگی‌های مکانیکی مانند مقاومت بیشتر، شکل پذیری و مقاومت بیشتر در برابر خستگی است
روش تولید این فولاد به نحوی است که امکان تشکیل میکروگالوانیت که عامل خوردگی فولاد است، کم می‌شود. مقاومت بسیار زیاد این نوع میلگردها سبب صرفه جویی در میزان فولاد در بتن‌های مسلح می‌شو.
فولاد MMFX2 میکرو ساختارهای متفاوتی نسبت به فولادهای قدیمی تر دارد و مانند فولاد MMFX ساختار لایه لایه دارد. مزایای این نوع فولاد مقاومت بسیار بالا (سه برابر بیش از فولاد معمولی)، شکل پذیری، استحکام، چقرمگی، مقاومت در برابر فرسایش و ضد زنگ بودن است
سندویک نانوفلکس مزایای این نانو فولاد، ضد زنگ بودن، مقاومت بیشتر نسبت به نمونه‌های پیشین است. شکل پذیری عالی و ضریب ارتجاعی فوق‌العاده قابلیت پرداخت پذیری سطحی از دیگر مزایای این نانو فولاد است. در کارهای ساختمانی و صنایع پزشکی کاربرد فراوان دارد. در مواردی که به سبکی و صلبیت در سازه به صورت توامان نیاز باشد به عنوان مثال در صنعت هواپیما سازی که نیاز به نازکی و سبکی و مقاومت می‌باشد، کاربرد دارد

## فناوری نانو و خستگی مقاطع فولادی
پدیده خستگی در اثر بارگذاری تناوبی بروز می‌کند. سه راه برای پیشگیری از آن وجود دارد: ۱. کاهش قابل توجه تنش مجاز. ۲. کاهش زمان عمر مفید یا دوره سرویس دهی در طراحی فولاد. ۳. افزایش بازدیدها و وارسی‌های سخت گیرانه تر. اما هریک از روش‌ها تأثیرات منفی دارد. برای کم کردن تنش در فولاد با افزودن نانوذرات مس به فولاد می‌توان تشکیل ترک‌های ناشی از خستگی را محدود کرد

## نانو الیاف فلزی مسلح‌کننده بتن‌های توانمند
بتن پر مقاومت، بتنی با مقاومت فشاری ۲۰۰ تا ۲۵۰ مگا پاسکال است. این بتن‌ها مقاومت فشاری بالا و دوام خوبی دارند اما متأسفانه شکنندگی ضعف آن‌ها است.
با توجه به اینکه باید میکرو الیاف‌ها طول کوتاهی داشته باشن، دانشمندان برای درگیر شدن این میکرو الیاف‌ها با بتن، ناهمواری‌های در سطح نانو و میکرو روی سطح الیاف ایجاد می‌کنند تا الیاف بهتر به بتن مهار شود.
دانشمندان با افزودن الیاف پلی وینیل الکل (PVA) در اطراف میکرو الیاف فولادی درگیری زیادی بین بتن و میکرو الیاف ایجاد می‌کنند.
به عنوان نمونه موردی می‌توان به ساختمان مرکز کایدیوای کومپتنز، آلن، آلمان اشاره کرد که در این بنا دارای نمایی با پوشش پانل‌های فولادی لعابدار است که خاصیت خود تمیز شونده و آسانتمیز شونده دارد

## نقش نانو پوشش‌ها در کاهش خوردگی فلزات
یک روش برای تولید نانو پوشش‌ها، آبکاری یا گالوانیزه کردن است. مقاومت در برابر سایش نانو پوشش‌های ترکیبی
B_6-P_12-〖Cr〗_۱۴-〖Ni〗_۳۶-〖Fe〗_۳۲ به مراتب از اجزاء تشکیل دهنده آمورف‌ها در مطالعات ثورپ و همکارانش بیشتر است. می‌توان با رشته‌های شیشه – فنر متشکل از نانو ساختار 〖Fe〗_۳۲-〖Si〗_10-B_۱۵-〖Cr〗_۳، مقاومت در برابر فرسایش و سایش را افزایش داد. نانو پوشش‌ها سبب دوام فولاد در محیط‌های اسیدی و قلیایی می‌شود. اما در محیط‌های دارای یون فعال دوام و پایایی خود را حفظ نمی‌کند.

## پوشش‌های سرامیکی محافظ خوردگی
پوشش‌های سرامیکی در میان انواع پوشش‌ها دارای ویژگی حرارتی و الکتریکی بالا، پایداری زیاد در برابر خوردگی، فرسایش و سایش است.
با اضافه شدن نانو ذرات سرامیکی به رنگ‌ها می‌توان بر دوام فلزات در برابر خوردگی افزود. زمانی که قطعه رنگ آمیزی شده را در کوره حرارت می‌دهند، نانو ذرات سرامیکی پیوند عرضی با شبکه متراکم تشکیل می‌دهند و این سبب می‌شود تا رنگ یا لاک پوششی محافظت بهتری در برابر خش افتادن داشته باشد.